# Překladový automat
Překladový automat je v podstatě zásobníkový automat, který však obsahuje navíc ještě výstupní pásku a je definován rozkladovou tabulkou.

## Definice překladového automatu
Tvar konfigurace (stav) překladového automatu: (x, Z, π)
- x = nepřečtená část vstupní pásky
- Z = obsah zásobníku
- π = obsah výstupní pásky

Tvar počáteční konfigurace: (w, S#, ε)
- w = vstupní řetězec
- S = startovací symbol
- # = zásobníkový symbol, který představuje dno zásobníku

## Popis překladového automatu
Překladový automat obsahuje zásobník, vstupní pásku, výstupní pásku a rozkladovou tabulku. Rozkladová tabulka nahrazuje přechodovou funkci. Překladový automat postupně čte symboly ze vstupní pásky, stejným způsobem pak pracuje i se zásobníkem, na výstupní pásku nakonec zapisuje levý rozklad vstupní věty (tj. čísla použitých pravidel).

## Rozkladová tabulka
Rozkladová tabulka je zobrazení M: (∑ ∪ N ∪ {#}) ∙ (∑ ∪ {$}) ∪ {expand i, pop, accept, error}
Jednotlivé funkční hodnoty mají tento význam:
expand iJe-li A::= α i-té pravidlo gramatiky, pak na vrcholu zásobníku je neterminál A, na vstupu je symbol x, M[A,x] = expand i. Automat provede změnu konfigurace (xm, Aβ, π) |– (xm, αβ, πi) – tzn. že do zásobníku umístí pravou stranu pravidla A::= α (řetězec α od konce). Vstupní pásky si automat nevšímá a na výstupní pásku zapíše číslo i.
popJestliže je na vrcholu zásobníku a též na vstupní pásce tentýž terminál symbol x, pak automat provede změnu konfigurace (xm, xβ, π) |– (m, β, π), tzn. že automat odstraní symbol x z vrcholu zásobníku a na vstupní pásku se posune na další znak.
acceptK této hodnotě dojde automat v koncové konfiguraci, ale jen pokud přečte celou vstupní pásku a zároveň při tom vyprázdní zásobník. Na výstupní pásce se objeví úplný levý rozklad vstupní věty.
errorZnamená, že automat vstup nepřijal, vstupní řetězec tedy není větou jazyka.

### Pravidla
1. je-li A::= α i-té pravidlo gramatiky a α ≠ ε, pak pro všechny a ∈ FIRST(α) platí M[A,a] = expand i
2. jestliže ε ∈ FIRST(α), pak pro všechna b ∈ FOLLOW(A) M[A,b] = expand i
3. M[a,a] = pop, m[#,$] = accept, jinak M[X,a] = error

### Příklad rozkladu tabulky
Zadaná pravidla:
| Předpis        | číslo pravidla | množina FOLLOW  |
| -------------- | -------------- | --------------- |
| S ::= aAd \| ε | 1,2            | FOLLOW(S) = {$} |
| A ::= bB       | 3              | FOLLOW(A) = {d} |
| B ::= cbB \| ε | 4,5            | FOLLOW(B) = {d} |
Rozkladová tabulka:
|          | Vstupní symbol | Vstupní symbol | Vstupní symbol | Vstupní symbol | Vstupní symbol |
| Zásobník | a              | b              | c              | d              | $              |
| S        | expand1        |                |                |                | expand2        |
| A        |                | expand3        |                |                |                |
| B        |                |                | expand4        | expand5        |                |
| a        | pop            |                |                |                |                |
| b        |                | pop            |                |                |                |
| c        |                |                | pop            |                |                |
| d        |                |                |                | pop            |                |
| #        |                |                |                |                | accept         |
| -------- | -------------- | -------------- | -------------- | -------------- | -------------- |